# Morti nel 678
| Questa pagina contiene informazioni ricavate automaticamente dalle voci biografiche con l'ausilio del template Bio e di un bot. L'aggiornamento è periodico e automatico e ricostruisce completamente la pagina. Se manca una persona in questa lista, sei pregato di non aggiungerla, ma accertati piuttosto che la sua voce biografica contenga il template Bio e che i dati anagrafici siano correttamente compilati. Se il template Bio manca, inseriscilo tu stesso o, in alternativa, metti l'avviso {{tmp\|Bio}} che ne segnala la mancanza. Se i dati riportati sono sbagliati, correggi direttamente la voce biografica; le modifiche saranno visibili in questa lista entro pochi giorni. Per chiarimenti vedi il progetto biografie. La lista contiene solo le 7 persone che sono citate nell'enciclopedia e per le quali è stato implementato correttamente il template Bio. Pagina aggiornata al 19 ott 2024. |

- 11 aprile - Papa Dono, papa e vescovo italiano
- 2 ottobre - Leodegario di Autun, vescovo e santo franco (n. 616)
- 1º novembre - Genesio di Lione, arcivescovo franco
- Arbogaste di Strasburgo, vescovo franco
- Gualberto di Hainaut, santo belga
- Mommolino di Fleury, monaco cristiano e abate franco
- Abu Hurayra (n. 603)